# Kreis Krotoschin

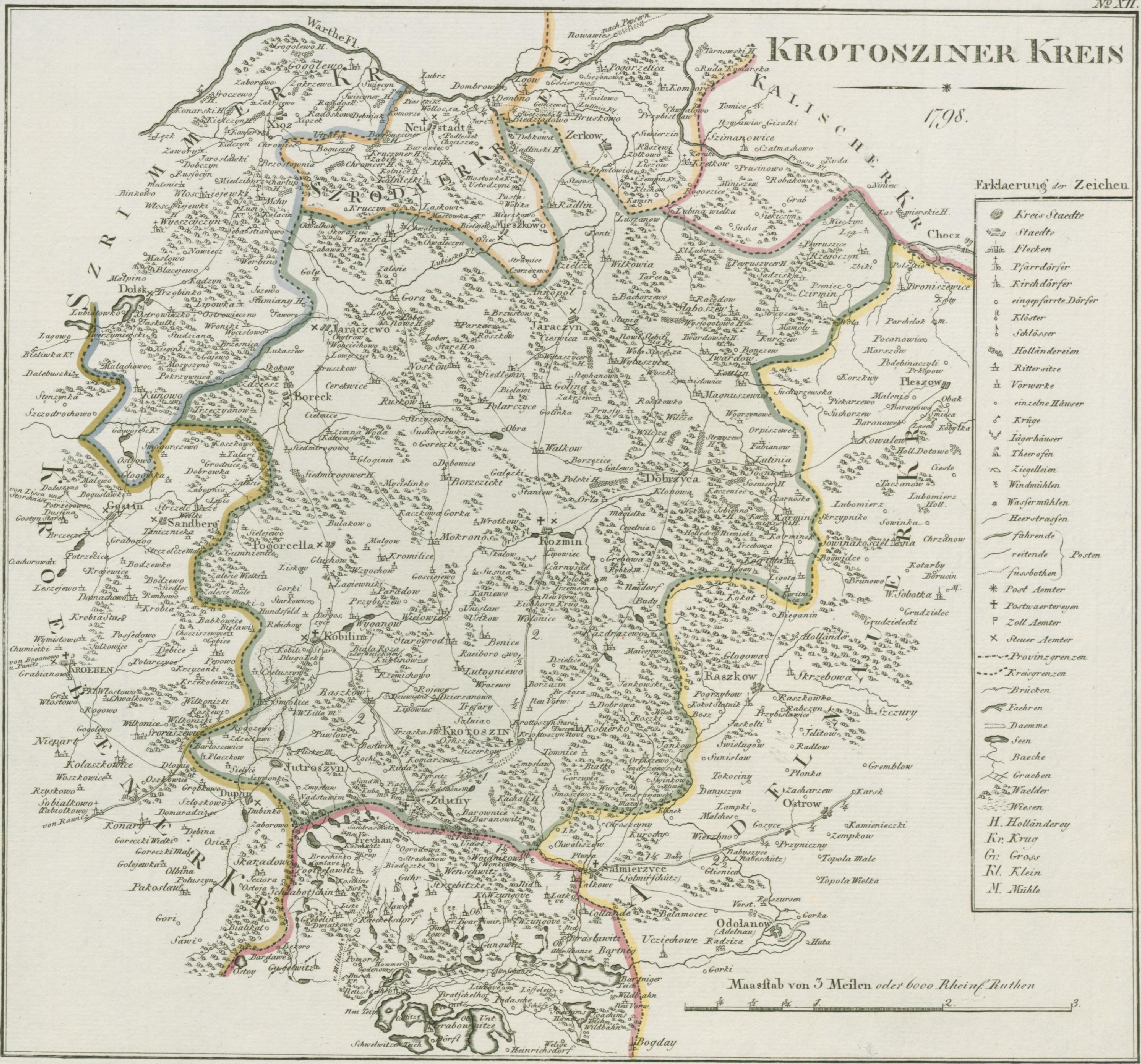
Der Kreis Krotoschin in Südpreußen

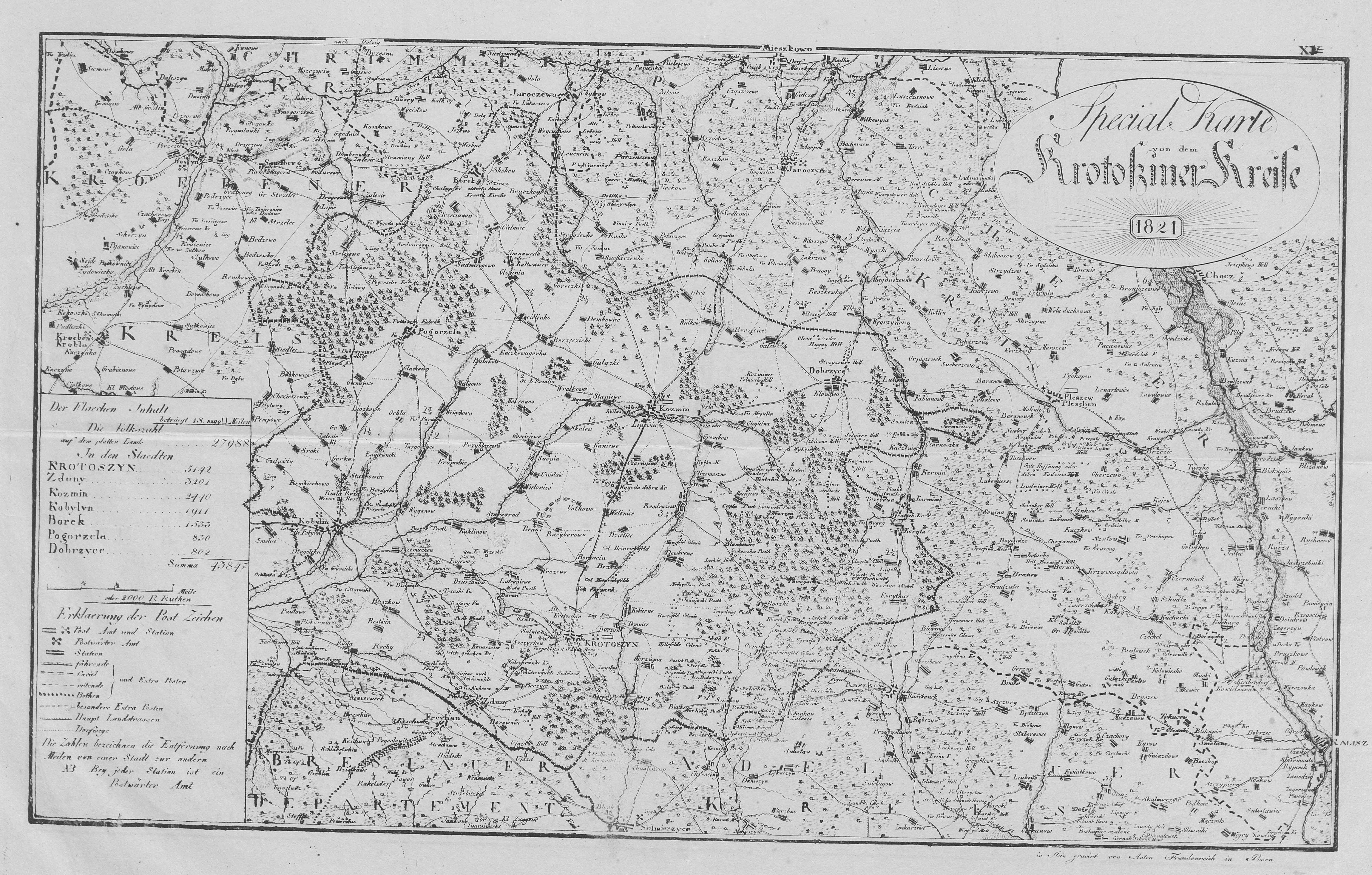
Der Kreis Krotoschin in den Grenzen von 1818 bis 1887

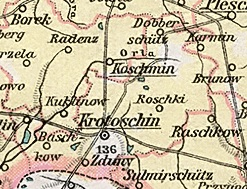
Der Kreis Krotoschin in den Grenzen von 1887 bis 1919

Der Kreis Krotoschin bestand von 1793 bis 1807 in der preußischen Provinz Südpreußen und von 1815 bis 1919 in der preußischen Provinz Posen.
Der Landkreis Krotoschin war außerdem während des Zweiten Weltkrieges eine deutsche Verwaltungseinheit im besetzten Polen (1939–1945).

## Ausdehnung
Der Kreis Krotoschin hatte zuletzt eine Fläche von 498 km².

## Geschichte
Das Gebiet um die großpolnische Stadt Krotoschin gehörte nach der Zweiten Teilung Polens von 1793 bis 1807 zum Kreis Krotoschin in der preußischen Provinz Südpreußen. Durch den Frieden von Tilsit kam das Gebiet 1807 zum Herzogtum Warschau. Nach dem Wiener Kongress fiel es am 15. Mai 1815 erneut an das Königreich Preußen und wurde Teil des Regierungsbezirks Posen der Provinz Posen.
Bei den preußischen Verwaltungsreformen wurde zum 1. Januar 1818 im Regierungsbezirk Posen eine Kreisreform durchgeführt, bei der der Kreis Krotoschin verkleinert wurde. Das Gebiet um die Stadt Jutroschin wechselte zum Kreis Kröben, das Gebiet um die Stadt Jaratschewo zum Kreis Schrimm und das Gebiet um die Stadt Jarotschin zum Kreis Pleschen. Kreisstadt und Sitz des Landratsamtes war die Stadt Krotoschin.
Als Teil der Provinz Posen wurde der Kreis Krotoschin am 18. Januar 1871 Teil des neu gegründeten Deutschen Reichs, wogegen die polnischen Abgeordneten im neuen Reichstag am 1. April 1871 protestierten.
Am 1. Oktober 1887 wurde aus der Nordwesthälfte des Kreises Krotoschin der neue Kreis Koschmin gebildet.
Am 27. Dezember 1918 begann in der Provinz Posen der Großpolnische Aufstand der polnischen Bevölkerungsmehrheit gegen die deutsche Herrschaft, und bis auf den Südrand um die Stadt Zduny geriet das Kreisgebiet innerhalb weniger Tage unter polnische Kontrolle. Am 16. Februar 1919 beendete ein Waffenstillstand die polnisch-deutschen Kämpfe, und am 28. Juni 1919 trat die deutsche Regierung mit der Unterzeichnung des Versailler Vertrags den Kreis Krotoschin auch offiziell an das neu gegründete Polen ab. Deutschland und Polen schlossen am 25. November 1919 ein Abkommen über die Räumung und Übergabe der abzutretenden Gebiete ab, das am 10. Januar 1920 ratifiziert wurde. Die Räumung des unter deutscher Kontrolle verbliebenen Restgebietes mitsamt der Stadt Zduny und Übergabe an Polen erfolgte zwischen dem 17. Januar und dem 4. Februar 1920.

## Einwohnerentwicklung
| Jahr | Einwohner | Quelle |
| ---- | --------- | ------ |
| 1818 | 52.857    | [ 5 ]  |
| 1846 | 62.066    | [ 6 ]  |
| 1871 | 65.885    | [ 7 ]  |
|      |           |        |
| 1890 | 42.971    |        |
| 1900 | 45.281    | [ 1 ]  |
| 1910 | 46.874    | [ 1 ]  |

Von den Einwohnern des Kreises waren 1890 etwa 70 % Polen und 30 % Deutsche. Ein großer Teil der deutschen Einwohner verließ nach 1919 das Gebiet.

## Politik

### Landräte
- 1793–179500Anton von Zychlinski[8]
- 1795–180600von Thein[9]
- 1818–182700Heinrich von Borck (1767–1827)
- 1831–184500von Karczewski
- 1845–185100Bauer
- 1848–185000Alfred Dönhoff (1820–1875)
- 1851–187300Wilhelm von Krupka (1823–1893)
- 1873–189100Glaeser
- 1891–189800Arthur Germershausen (1849–1913)
- 1898–191800Konrad Hahn

### Wahlen
Der Kreis Krotoschin gehörte zum Reichstagswahlkreis Posen 8. Der Wahlkreis wurde bei allen Reichstagswahlen zwischen 1871 und 1912 von den Kandidaten der Polnischen Fraktion gewonnen:
- 187100Heinrich von Krzyzanowski
- 187400Eduard Kegel
- 187700Theophil Magdzinski
- 187800Ludwig von Jazdzewski
- 188100Ludwig von Jazdzewski
- 188400Ludwig von Jazdzewski
- 188700Roman von Komierowski
- 189000Ludwig von Jazdzewski
- 189300Ludwig von Jazdzewski
- 189800Ludwig von Jazdzewski
- 190300Ludwig von Jazdzewski
- 190700Wladislaus von Mieczkowski
- 191200Anton von Chlapowski

## Kommunale Gliederung
Zum Kreis Krotoschin gehörten zuletzt die vier Städte Krotoschin, Dobrzyca, Kobylin und Zduny. Die (Stand 1908) 50 Landgemeinden und 33 Gutsbezirke waren anfangs in (kleineren) Woytbezirken (polnisch „wójt“ = deutsch „Vogt“) und später in größeren Polizeidistrikten zusammengefasst.

## Gemeinden
Am Anfang des 20. Jahrhunderts gehörten die folgenden Gemeinden zum Kreis:
| - Alt Krotoschin - Baschkow - Benice - Bestwin - Biadki - Bozacin - Brzoza - Budy - Deutsch Koschmin - Dlugolenka - Dobrzyca, Stadt - Dombrowo - Durzyn - Dzielice | - Glogowo - Gorzupia - Grembow - Haugfeld - Heinrichsfeld - Hellefeld - Izbiczno - Jankow zalesny I - Klonowo - Kobierno - Kobylin, Stadt - Kochalle - Konarzewo - Koryta | - Korytnica - Krotoschin, Stadt - Ligota - Lutogniewo - Lutynia - Maciejewo - Neudorf - Neuvorwerk - Orpischewo - Osusch - Perzyce - Rembichow - Roschki - Rosenfeld | - Rozdrazewko - Rozdrazewo - Ruda - Smoszew - Sosnica - Sosnica Hauland - Steinicksheim - Strzyzewo - Swinkow - Tomnice - Trzemeszno - Wolenice - Wruzew - Zduny, Stadt |

Bis auf wenige Ausnahmen galten nach 1815 die polnischen Ortsnamen weiter, zu Beginn des 20. Jahrhunderts wurden mehrere Ortsnamen eingedeutscht.

## Der Landkreis Krotoschin im besetzten Polen (1939–1945)

### Geschichte

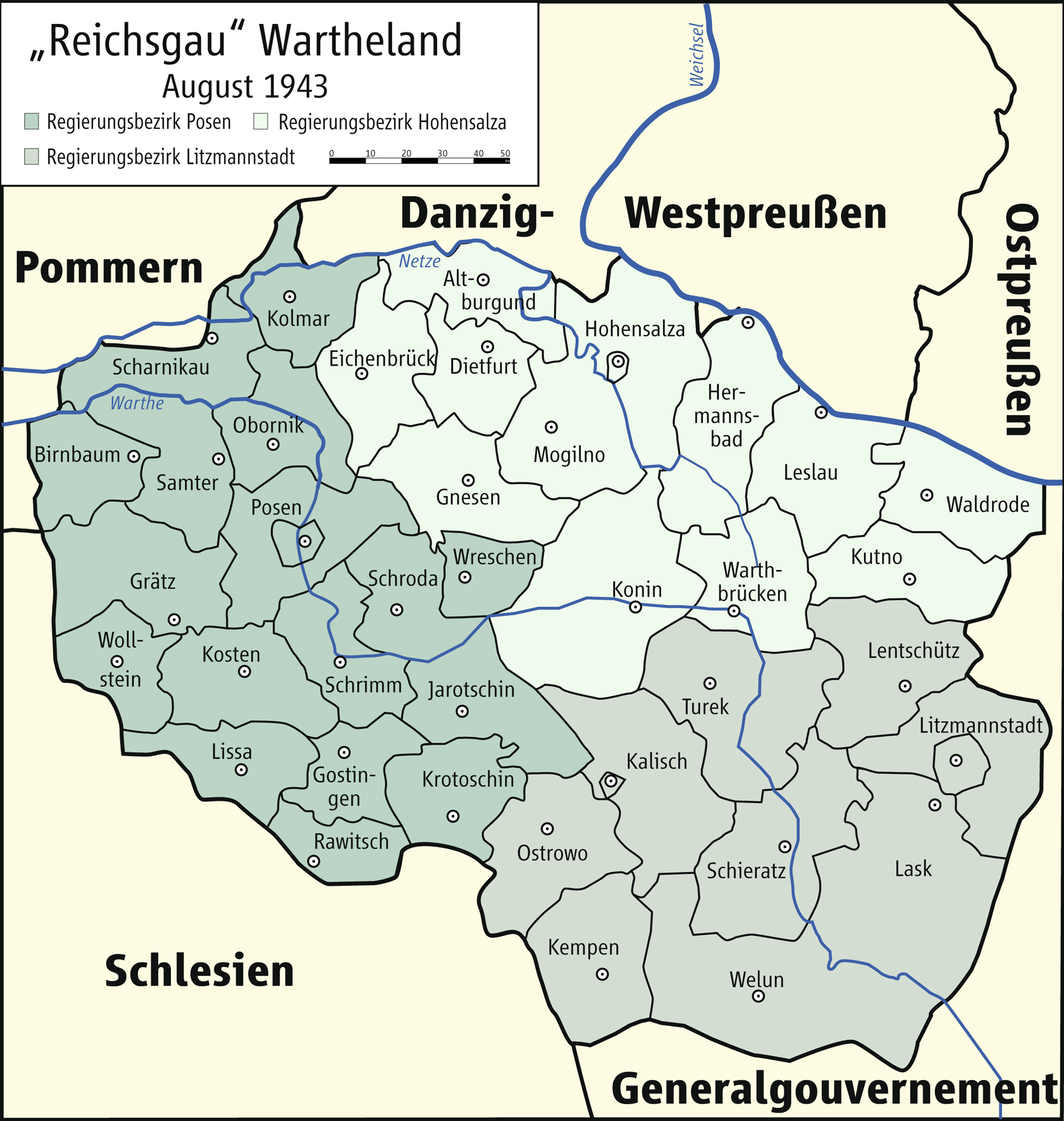
Regierungsbezirke und Kreise im Reichsgau Wartheland

Im Zweiten Weltkrieg bildeten die deutschen Besatzungsbehörden den Landkreis Krotoschin im Regierungsbezirk Posen. Die am 26. Oktober 1939 vollzogene Annexion des Gebietes durch das Deutsche Reich war als einseitiger Akt der Gewalt völkerrechtlich aber unwirksam. Die jüdischen Einwohner wurden im Zweiten Weltkrieg von den deutschen Besatzungsbehörden ermordet. Mit dem Einmarsch der Roten Armee im Januar 1945 endete die deutsche Besetzung.

### Landräte
1942–194500Ewald Wellmann
19450000000Peter Orlowski (vertretungsweise)

### Kommunale Gliederung
Während der deutschen Besetzung im Zweiten Weltkrieg erhielten nur Krotoschin 1942 und Koschmin 1943 die Stadtrechte laut Deutscher Gemeindeordnung von 1935, die übrigen Gemeinden wurden in Amtsbezirken zusammengefasst.

### Ortsnamen
Bis auf wenige Ausnahmen galten nach 1815 die polnischen Ortsnamen weiter, zu Beginn des 20. Jahrhunderts wurden mehrere Ortsnamen eingedeutscht. Während der deutschen Besetzung im Zweiten Weltkrieg wurden durch unveröffentlichten Erlass vom 29. Dezember 1939 zunächst die 1918 gültigen Ortsnamen übernommen, es erfolgten aber bald "wilde" Eindeutschungen durch die lokalen Besatzungsbehörden. Am 18. Mai 1943 erhielten alle Orte mit einer Post- oder Bahnstation deutsche Namen, dabei handelte es sich meist um lautliche Angleichungen, Übersetzungen oder freie Erfindungen.
Größere Gemeinden im Kreis Krotoschin:
| polnischer Name | deutscher Name (1815–1919)                          | deutscher Name (1939–1945)                      | Einwohnerzahl (1910) |
| --------------- | --------------------------------------------------- | ----------------------------------------------- | -------------------- |
| Baszków         | Baschkow                                            | 1939–1943 Baschkow 1943–1945 Baschau            | 585                  |
| Benice          | Benice                                              | Benitz                                          | 619                  |
| Biadki          | Biadki                                              | Battken                                         | 742                  |
| Bożacin         | Bozacin                                             | 1939–1943 Bosatschin 1943–1945 Bosenstein       | 513                  |
| Dąbrowa         | Dombrowo                                            | 1939–1945 Dombrowo 1943–1945 Krotteichen        | 555                  |
| Dobrzyca        | Dobrzyca                                            | Dobberschütz                                    | 1279                 |
| Gorzupia        | Gorzupia                                            | Franzensfeld                                    | 644                  |
| Grębów          | Grembow                                             |                                                 | 661                  |
| Kobierno        | Kobierno                                            | Köbern                                          | 602                  |
| Kobylin         | Kobylin                                             | 1939–1943 Kobylin 1943–1945 Koppelstädt         | 2329                 |
| Konarzew        | Konarzewo 1908–1919 Hahnau                          | Konradshof                                      | 558                  |
| Korytnica       | Korytnica                                           | Korytnitza                                      | 664                  |
| Koźminiec       | Deutsch Koschmin Hauland 1905–1919 Deutsch Koschmin | 1939–1943 Deutsch Koschmin 1943–1945 Horlebrunn | 712                  |
| Krotoszyn       | Krotoschin                                          | Krotoschin                                      | 13064                |
| Ligota          | Ligota                                              | Unterambach                                     | 1364                 |
| Lutogniew       | Lutogniewo 1907–1919 Margarethendorf                | Margaretendorf                                  | 690                  |
| Nowa Wieś       | Neudorf                                             | 1939–1943 Neudorf 1943–1945 Budenneudorf        | 600                  |
| Orpiszew        | Orpischewo                                          | Sonnenfeld                                      | 789                  |
| Roszki          | Roschki                                             | Roschken                                        | 810                  |
| Rozdrażew       | Rozdrazewo                                          | 1939–1943 Albertshof 1943–1945 Brigidau         | 1155                 |
| Zduny           | Zduny                                               | 1939–1943 Zduny 1943–1945 Treustädt             | 3431                 |